# Liste der FFH-Gebiete in Landshut
Die Liste der FFH-Gebiete in der Stadt Landshut zeigt die FFH-Gebiete der niederbayerischen Stadt Landshut in Bayern. Teilweise überschneiden sie sich mit bestehenden Natur-, Landschaftsschutz- und EU-Vogelschutzgebieten.
In der Stadt befinden sich drei und zum Teil mit anderen Landkreisen überlappende FFH-Gebiete.
| Isarauen von Unterföhring bis Landshut |  | 7537-301 WDPA: 555521966 | Landkreis Erding, Landkreis Freising, Landkreis München   | auch in München, Landkreis Landshut, Landshut | ⊙ | 5.276,00 |  |
| Klötzlmühlbach                         |  | 7438-372 WDPA: 555521934 | Landshut, Landkreis Landshut                              |                                               | ⊙ | 54,06    |  |
| Leiten der Unteren Isar                |  | 7439-371 WDPA: 555521935 | Landshut, Landkreis Dingolfing-Landau, Landkreis Landshut |                                               | ⊙ | 642,58   |  |
| Legende für Fauna-Flora-Habitat        |  |                          |                                                           |                                               |   |          |  |